# Esther Hayot
Pour les articles homonymes, voir Hayot.
Esther Hayot (en hébreu : אסתר חיות), née le 16 octobre 1953 à Herzliya (Israël), est une magistrate israélienne. Elle est la présidente de la Cour suprême d'Israël de 2017 à 2023.

## Biographie
Esther Hayot (née Esther Avni) est née à Herzliya et s'est installée à Eilat à l'âge de 17 ans. Après son baccalauréat, elle intègre l'orchestre du commandement central de Tsahal en 1971. Après son service militaire, elle étudie le droit à l'université de Tel Aviv, dont elle sort diplômée en 1977. Elle rejoint alors le cabinet d'avocats de Haim Yosef Zadok (en), ancien ministre de la Justice israélien, où elle est associée de 1977 à 1985. Elle ouvre ensuite son propre cabinet avec son époux, et se spécialise en droit des affaires.

## Carrière judiciaire
En mars 1990, elle devient juge au tribunal de Tel Aviv. En mars 2003, elle rejoint la Cour suprême de l'État d'Israël.
En mai 2015, elle est nommée présidente du Comité des élections centrales pour la 21e Knesset.
Elle est élue pour remplacer Miriam Naor comme présidente de la Cour suprême à partir du 26 octobre 2017 pour un mandat de 5 ans.
En janvier 2023, elle fustige le projet de réforme du système judiciaire présenté par le gouvernement Netanyahou VI, y voyant un « chèque en blanc » donné à la majorité de la Knesset. Elle quitte la Cour et prend sa retraite à 70 ans, le 16 octobre 2023.